# Denzel Slager
Denzel Slager (Amsterdam, 2 maggio 1993) è un ex calciatore olandese, di ruolo attaccante.